# Bactrocera exornata
Bactrocera exornata
 es una especie de díptero que Erich Martin Hering describió por primera vez en 1941. Bactrocera exornata pertenece al género Bactrocera de la familia Tephritidae.  